# Styków (Głogów Małopolski)
Styków – dawniej samodzielna wieś, od 1 stycznia 2021 część miasta Głogów Małopolski, miejscowość położona w Polsce, w województwie podkarpackim, w powiecie rzeszowskim, w gminie Głogów Małopolski. Leży w dolinie Łęgu, na skraju dawnej Puszczy Sandomierskiej, w historycznej Małopolsce.

## Położenie
W administracji kościelnej rzymskokatolickiej miejscowość położona w metropolii przemyskiej, w diecezji rzeszowskiej, w dekanacie Głogów Małopolski, w parafii św. Michała Archanioła w Głogowie Małopolskim.

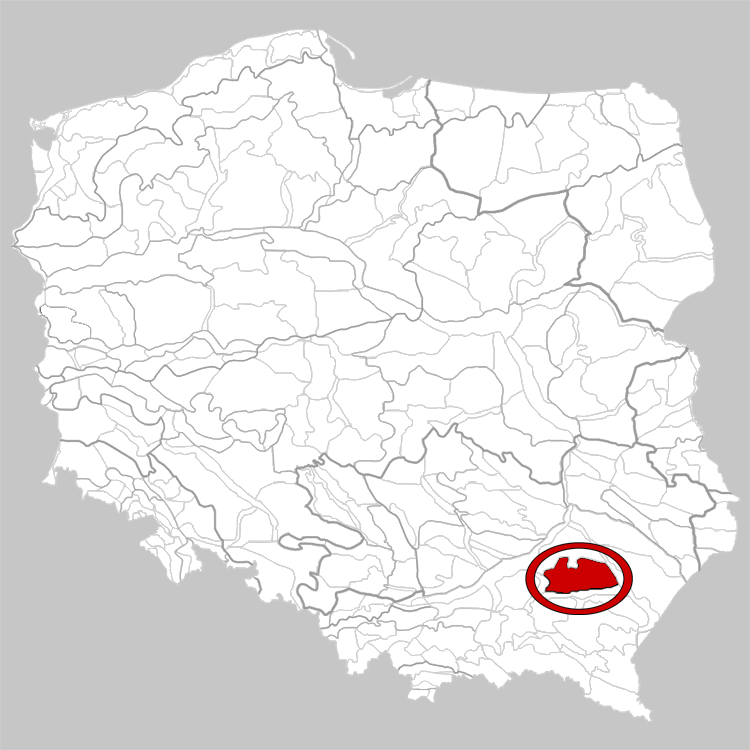
Styków – mezoregion Płaskowyż Kolbuszowski

Styków znajduje się w południowo–wschodniej Polsce, w środkowej części województwa podkarpackiego.
Według podziału fizycznogeograficznego położony jest w megaregionie Region Karpacki, prowincja Karpaty Zachodnie z Podkarpaciem Zachodnim i Północnym, podprowincja Podkarpacie Północne, makroregion Kotlina Sandomierska, mezoregion Płaskowyż Kolbuszowski.
Względem poziomu morza leży na wysokości od 210 m n.p.m. (część północna) do ponad 250 m n.p.m.
(część południowa).
Główne szlaki komunikacyjne przebiegające przez teren Stykowa: droga krajowa nr 9 (Radom – Rzeszów) i droga powiatowa nr 1204R (Majdan Królewski – Raniżów – Głogów Młp.).
W południowo–zachodniej części miejscowości, na granicy z Budami w przeszłości ciągnęło się pasmo wydm, na którym znajdowało się najwyższe wzniesienie Płaskowyżu Kolbuszowskiego – Królewska Góra (266 m n.p.m.). W drugiej połowie XX wieku wydmy zostały wyeksploatowane przez przemysł budowlany. Lokalna legenda głosi, że nazwa góry pochodziła od króla Jana III Sobieskiego, który miał się na niej zatrzymać w drodze spod Wiednia.
Miejscowość położona jest na pograniczu dwóch regionów etnograficznych: rzeszowskiego i lasowiackiego.

## Historia

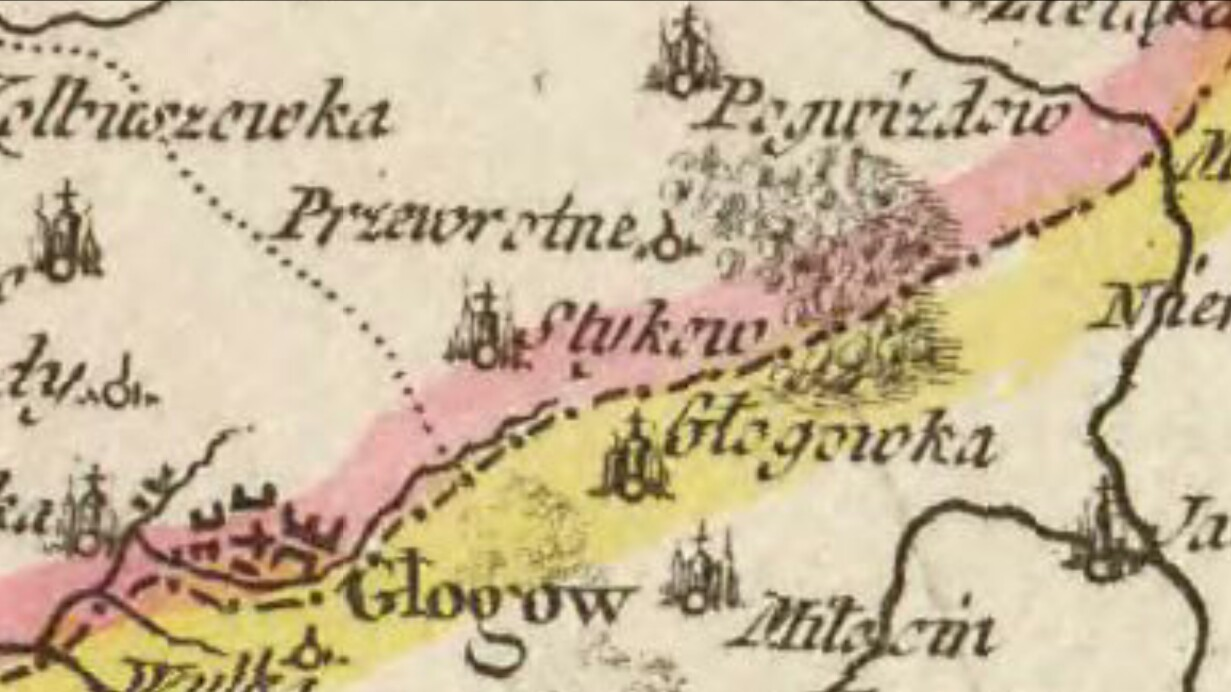
Styków na mapie I Rzeczypospolitej w granicach województwa sandomierskiego XVIII w.

Styków swym początkiem sięga XVI wieku, lokowany na południowym skraju Puszczy Sandomierskiej w powiecie pilzneńskim, w województwie sandomierskim. 
Zgodnie z danymi rejestru poborowego powiatu pilzneńskiego z roku 1629 wieś należała do kasztelana sandomierskiego Mikołaja Spytka Ligęzy, w której uprawiano 5 łanów ziemi i z której wniesiono pobór w wysokości 20 florenów (20 złp).
Pod koniec XIX wieku Styków liczył 754 mieszkańców.
Na początku XX wieku wybudowano budynek szkoły podstawowej, który pełnił funkcję szkoły do momentu powstania nowej placówki edukacyjnej. Obecnie mieści się w nim Dom Ludowy. W 2013 r. obchodzono jubileusz 100-lecia istnienia Szkoły Podstawowej w Stykowie.
W latach 1985–1988 wzniesiono kościół parafialny pw. św. Michała Archanioła.
W roku 2011 Styków liczył 845 mieszkańców.
Przynależność administracyjna w latach:
- (XVI w.–1772) województwo sandomierskie
- (1772–1918) Królestwo Galicji i Lodomerii
- (1920–1939) województwo lwowskie
- (1939–1944) dystrykt krakowski
- (1944–1945) województwo lwowskie[15]
- (1945–1975) województwo rzeszowskie
- (1975–1998) województwo rzeszowskie
- (1999–obecnie) województwo podkarpackie

## Przyroda

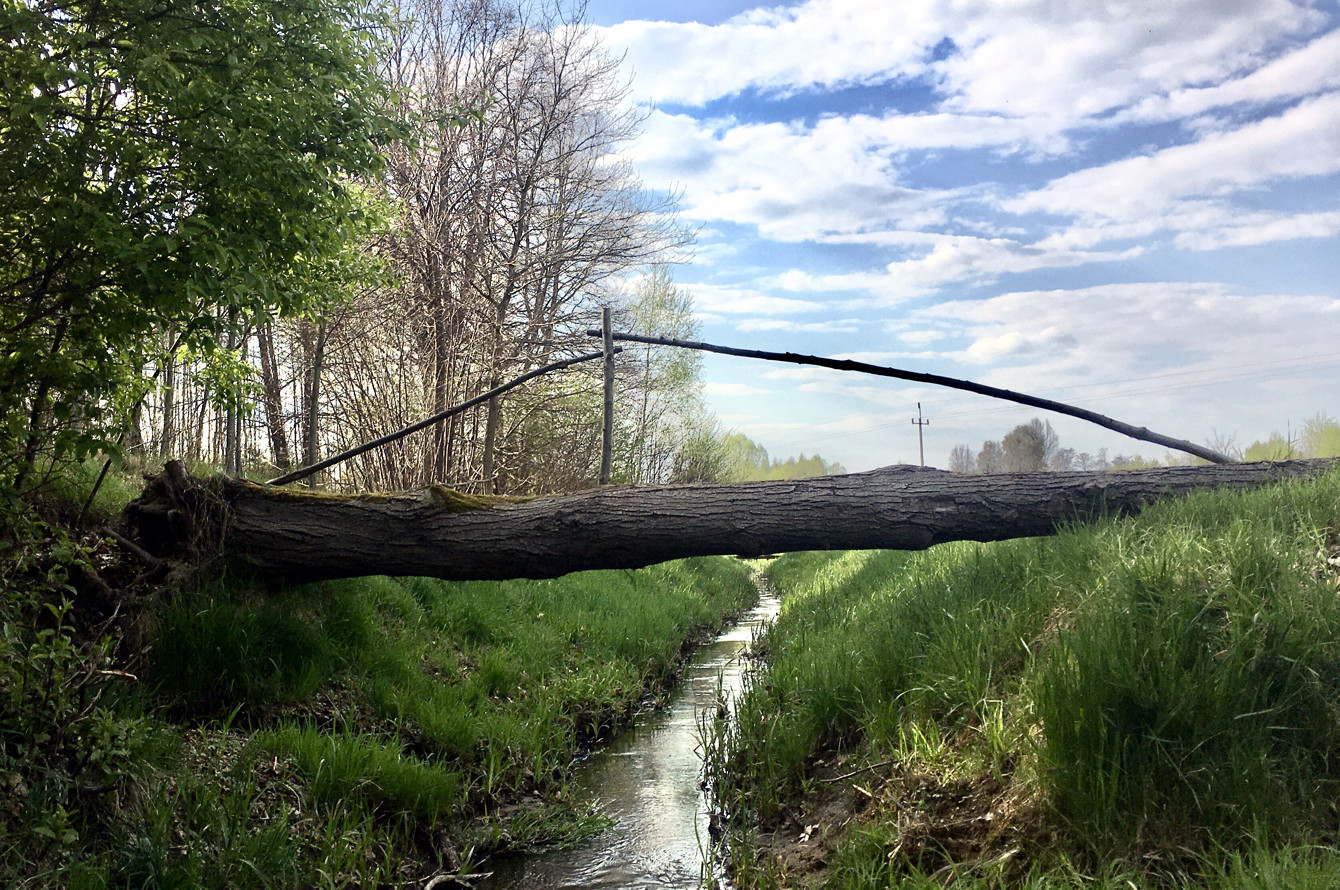
Łęg w Stykowie

Styków częściowo (część północno-zachodnia) leży na terenie obszaru chronionego Natura 2000 – Obszar specjalnej ochrony ptaków. Swój początek bierze tu rzeka Łęg – Zyzoga (górny bieg Łęgu zwany jest Zyzogą) wraz z jej dopływami Czarną oraz Wiśniówką. 
Od wschodu, południa i zachodu otoczony jest przez las dawnej Puszczy Sandomierskiej. Rośnie tu głównie sosna z domieszką buka, dębu, olszy, jodły i brzozy.
Miejscowość charakteryzuje możliwość spotkania różnych gatunków chronionej fauny i flory. Zwierzęta chronione to m.in.: puchacz, bóbr europejski, łoś, dzięcioł, nietoperze. Rośliny chronione: rosiczka okrągłolistna, widłak jałowcowaty, śnieżyczka przebiśnieg, podkolan biały.
Na podstawie badań fitosocjologicznych prowadzonych w latach 2012–2016 przez naukowców Uniwersytetu Rzeszowskiego, barwne łąki występujące na terenie Stykowa zostały zaliczone do najciekawszych pod względem różnorodności florystycznej i walorów estetycznych na Płaskowyżu Kolbuszowskim.

## Turystyka
Odcinkiem granicznym przebiegają szlaki turystyczne:
- – żółty szlak "Dookoła Rzeszowa” (Nr 226 – 120,5 km)[18]
- – zielony szlak im. gen. Władysława Sikorskiego, Tuszów Narodowy – Bór koło Głogowa Młp. (Nr 8502 – 74 km)[18]
- – niebieski szlak Głogów Małopolski – Leżajsk (Nr 8506 – 44 km)[18]